# キャロライン・アリス・エルガー
キャロライン・アリス、レディー・エルガー（Caroline Alice, Lady Elgar 1848年10月9日 - 1920年4月7日）は、イングランドの散文、韻文作家。作曲家エドワード・エルガーの妻として知られる。

## 家庭
アリスとして知られるキャロライン・アリス・ロバーツ（Caroline Alice Roberts）は、1848年にインドのブージ（現在はグジャラート州に属する）に生まれた。少将サー・ヘンリー・ギー・ロバーツ（KCB、1800年 - 1860年）とジュリア・マリア・レイクス（1815年 - 1887年）の間の末子で、唯一の娘だった。アリスの兄にはアルバート・ヘンリー・ロバーツ（1839年生、若くして他界）、フレデリック・ボイド・ロバーツ（1841年生）、スタンリー・ネイピア・ロバーツ（1844年生）がいた。父ヘンリーはインド大反乱の際にインドで軍務についており、アリスがまだ12歳の時にこの世を去っている。
アリスは名家の生まれだった。母方の祖父はロバート・ネイピア・レイクス師、曾祖父は教会学校の創始者であるロバート・レイクス（1736年 - 1811年）、伯父のロバート・ネイピア・レイクス（1813年 - 1909年）は英領インド陸軍大将であった。
幼少期のアリスは、アマチュアの地質学者であったウィリアム・サミュエル・サイモンズの下で学び、彼女らはアリスの友人グループも交えてセヴァーン川の土手へと化石発掘に出かけていた。アリスは彼の本に目次を書くこともした。またブリュッセルではフェルディナント・クッファーラート（Ferdinand Kufferath）にピアノを学び、チャールズ・ハーフォード・ロイドに和声学を学んだ。アリスはドイツ語のみならず、イタリア語、フランス語、スペイン語にも堪能だった。
結婚以前、アリスはC. Alice Robertsという名前で著書を出版していた。2巻からなる小説『Marchcroft Manor』が世に出たのは1882年、彼女がエルガーに出会う4年前だった。エルガー研究家のダイアナ・マクヴェイはこの作品について次のように評している。「テンポと場面を調節しながら、非常によく出来た、愉快で心の琴線に触れる物語である。また、アリスを後年の韻文、書簡、日記のみから知る誰もがそのユーモアに驚くのではないだろうか。」またマクヴェイは、評論家が当初この本の「急進主義色」に注意を引いていたことについて言及している。

## 結婚
1886年に兄たちが従軍のため家を離れることになり、アリスは母と共にウスターシャー（現在はグロスターシャー）レドマーリー（Redmarley）のヘーゼルダイン・ハウスで暮らした。その年の秋、ウスター高校でヴァイオリン教師をしていたエドワード・エルガーから、ピアノ伴奏のレッスンを受けることになる。翌年に母がこの世を去るとしばらく国外に出たが、その後リップル・ロッジと呼ばれるモルヴァーン・リンクの住居に落ち着き、伴奏のレッスンを再開した。この若き音楽教師と婚約することになったアリスであったが、彼が8歳も年下である上に、社会的に低い階層の小売商人であると考えた彼女の家族は、この婚約に強く反対した。加えて、彼女の一家が聖公会信徒であるのに対してエルガーはカトリック信徒であった。
1889年5月8日、アリスとエルガーはブロンプトン祈祷所においてカトリックの略式の結婚式を挙げた。婚約に際し、エルガーは彼女にヴァイオリンとピアノのための小品『愛の挨拶』を贈り、アリスは彼に自作の詩の中から『The Wind at Dawn』を贈った。出席者は、新婦側からは従兄弟のウィリアム・レイクスとその妻ヴェロニカのみ、また新郎側からは両親と友人のチャールズ・バックのみであった。披露宴（wedding breakfast）は近所にあったアリスの友人であるマーシャル夫人の家で行われた。エルガーは後にマーシャル夫人の娘にあたる「ミス・マーシャル」に歌曲『秋の歌』を献呈している。
2人はワイト島のヴェントナーで3週間のハネムーンを過ごした後、イギリス音楽界の中心に近づくべくロンドンへと戻ってきた。しかし、彼らはその後1年あまりにわたって住居を転々とすることになる。まずケンジントン、マーローズ・ロードの3に住むことになったが、賃貸契約が切れると7月29日にモルヴァーン（Malvern）、Saetermoの広々とした家に移った。その後10月にはアッパー・ノーウッド、フォンテイン・ロード、オークランズのレイクスのいとこの邸宅（1890年から1891年の冬季に彼らへ貸し出された）へと引っ越した。この家は水晶宮に近く、そこで行われる演奏会を可能な限り全て聴きに出かけていたエルガーにとっては有利であった。さらにその後ケンジントン、アヴォンモア・ロードの51にある広い段構えの家に移り、1890年8月14日にこの家で夫妻の一人娘であるキャリス・アイリーンが誕生している。しかし、仕事を得られなかったエルガーはここを離れることを余儀なくされ、モルヴァーン・リンクに戻ってアレクサンドラ・ロード、Forliの家を借りた。ここで彼が教育業と地元のアンサンブルの指揮を行うことで、生計が立てられることを願ったのである。

## 影響
アリスの夫へ対する信頼と「下の階層」と結婚した勇気は、エルガーのキャリアの強力な支えとなった。彼女は夫の気分の浮き沈みをなだめ、音楽面では批評を惜しまなかった。またビジネスマネージャー、社会的な秘書をこなし、管弦楽の楽譜用の紙に五線を引いて整理する作業も少なからず行った。彼女はエルガーが有力団体の関心を得られるよう最善を尽くしたものの、さほど成功しなかった。彼がしぶしぶ受けた栄誉は、アリスと彼女の社会的地位にとってより大きな意味を持っていた。さらに、彼女は夫がさらなるキャリア積むために自分自身の夢を諦めもしていた。後年、彼女は日記の中でこう告白している。「いかなる女性にとっても天才の世話を焼くというのは、生涯かかっても余りあるものである。」
1904年にエルガーがナイトに叙されると、アリスはレディ・エルガーとなった。
第一次世界大戦の開戦直後の時期、アリスはわずかな期間ではあるがチェルシー・バラック（Chelsea Barracks）所属の兵卒のある一団にフランス語を教えていた。

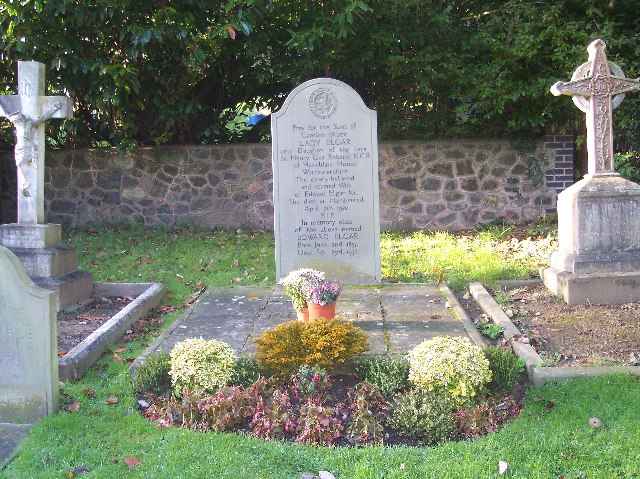
エルガー夫妻が眠る墓。リトル・モルヴァーンのSt.Wulstan's Church。

1920年1月までに、友人たちはアリスにいつもの生気がなく、11月以降外出していないと気付き始めていた。3月16日にエルガーの交響曲第2番の公演を聴きに出た彼女は、翌日ハーリー・ストリートの医者にかかるが、エルガーがリーズでの演奏会のために外出すると家で留守を守った。彼女が最後に出席した演奏会は、ロンドンで行われたエルガーの室内楽曲の公演であった。
アリスは4月7日にハムステッドのネザーホール・ガーデンズの42に位置する、彼らの自宅であったセヴァーン・ハウスで息を引き取った。彼女の葬儀は3日後にリトル・モルヴァーンのローマ・カトリック教会、St Wulstan's Churchで行われた。エルガーは娘のキャリスに支えられての参列だった。参列者の中にはアリスの兄であるネイピア・ロバーツの姿もあった。また、エルガーの友人であるレオ・フランク・シュスター、ウィリアム・ヘンリー・リード、そしてチャールズ・バックも参列した。チャールズ・ヴィリアーズ・スタンフォードは到着したもののリードに話しかけるのがやっとで、涙で式場を後にした。教会の桟敷では、リード、アルバート・サモンズ、ライオネル・ターティス、フェリックス・サモンドによってエルガーの弦楽四重奏曲から緩徐楽章が演奏された。
アリスがエルガーと暮らした1889年から1920年にかけて記した書簡と付けていた日記は、彼女自身と家族の暮らしを記録した貴重な史料である。

## 娘キャリス
キャリスは第一次世界大戦開戦時には応急処置の訓練を受け、その後1915年からは政府の検閲部門で翻訳の仕事をしていた。
母のアリスがこの世を去るひと月前に自宅に戻ってきたキャリスであったが、ミューレンで過ごした休暇中にサミュエル・ブレークというサリーで農業を営む年上の男性に出会っていた。母は秘密に感づいていたものの、キャリスは彼女には話さなかった。1年後、父の同意を得て彼らは婚約する。2人が結婚したのは1922年1月のことで、彼女はキャリス・エルガー・ブレークと名乗るようになった。彼らの間に子どもはいない。
母の死後、キャリスは父を支えることに身を投じるようになった。1934年にエルガーが死去すると、彼女はエルガー生誕地博物館の設立に携わる。サミュエル・ブレークは1939年に永眠、キャリスは1970年7月16日にブリストルで生涯を終えた。彼女の葬儀は両親が眠るリトル・モルヴァーンのSt. Wulstan's Churchで行われ、7月30日にはロンドンW1、マウント・ストリートにあるファーム・ストリート教会で記念礼拝が執り行われた。

## 作品

### 歌詞
アリスがエルガーの音楽に付けた詩は以下の通り。
- 歌曲『The Wind at Dawn』 （1888年） 詩が書かれたのは1880年[18]。
- 『Afar, amidst the sunny Isles』 アンドルー・ラングが詩の使用を許可しなかったために『My Love Dwelt in a Northern Land』の音楽に合わせてアリスが書き変えたもの。後にラングが翻意したためアリスの用意した詩は使われなかった[19]。
- 『Im Norden, wo mein Lieb gewohnt』 『My Love Dwelt in a Northern Land』へのドイツ語歌詞[20]。
- 混声合唱のためのパートソング『O Happy Eyes』 Op.18 No.1 （1890年）
- 歌曲『A spear, a sword』 （1892年、未出版）[21]
- 2つの歌曲『Mill-wheel Songs』 （1892年、未出版）[22]
  - 1. 「Winter」 2. 「May (a rhapsody)」
- 2つのヴァイオリンとピアノ伴奏と女声合唱のためのパートソング『The Snow』 Op.26 No.1 （1894年） 「Winter」は彼女の詩『Isabel Trevithoe』から採られている[23]。
- 2つのヴァイオリンとピアノ伴奏と女声合唱のためのパートソング『Fly, Singing Bird』 Op.26 No.2 （1894年） 「Spring」は彼女の詩『Isabel Trevithoe』から採られている[24]。
- 混声合唱と管弦楽のための6つの合唱曲『バイエルンの高地から』  Op.27 （1896年） 曲に付されたドイツ語の副題もアリスによるものである。
  - 1. 「The Dance (Sonnenbichl)」  2. 「False Love (Wamberg)」  3. 「Lullaby (In Hammersbach)」  4. 「"Aspiration (Bei Sankt Anton)」  5. 「On the Alm 'True Love' (Hoch Alp)」  6. 「The Marksmen (Bei Murnau)」
- 歌曲『Love alone will stay』 （1898年） 後に「In Haven」（Capri）として『海の絵』 Op.37に転用される。
- 2人のソプラノ、任意の男声合唱、2つのヴァイオリンとピアノのためのキャロル『A Christmas Greeting』 Op.52 （1907年）
- 歌曲『The King's Way』 （1910年）

### 文学作品
- 詩『Isabel Trevithoe』 （The Charing Cross Publishing Co. 1879年）
- 小説『Marchcroft Manor』（全2巻） （Remington & Co., New Bond St., London, 1882年）[18][25]
- 雑誌Home Chimesに掲載した短編[26][注 4]
- 詩『To Carice』 「Dear little ship, go forth」[27]

### その他
- ウィリアム・サミュエル・サイモンズ『Records of the Rocks』の索引 （1872年）[28]
- E.T.A.ホフマンのドイツ語の短編『Ritter Gluck』の翻訳 （London Society, a Monthly Magazine 1895年5月）[29]

### 献呈された作品
エルガーがアリスに捧げた作品は以下の通り。
- 歌曲『Through the Long Days』 Op.16 No.2 （1887年） - 初期の印刷譜のコピーのひとつには「エドワード・エルガーからミス・ロバーツ、1887年5月21日」とある [30]。
- ヴァイオリンとピアノのための『愛の挨拶』 Op.12 「キャリスへ à Carice」との献辞 （1888年）
- ヴァイオリンとピアノのための『Liebesahnung』 後に『Mot d'Amour』 Op.13 No.1として出版 （1889年）
- 混声合唱のためのパートソング『Love』 Op.18 No.2 （1890年）
- 『エニグマ変奏曲』 Op.36より第1変奏「C.A.E.」 （1898年）